# Kanton Montpellier-7
Der Kanton Montpellier-7 war von 1973 bis 2015 ein französischer Wahlkreis im Arrondissement Montpellier, im Département Hérault und in der Region Languedoc-Roussillon.
Der Kanton umfasste einen Teil der Stadt Montpellier. Die Kantonsgrenzen wurden vor seiner Auflösung zuletzt 2004 verändert. Zuletzt umfasste der Kanton die Stadtteile: 
- Hauts-d'Argency
- Lepic
- Figuerolles
- Les Arceaux
- Cité Astruc
- Saint-Clément
- Les Cévennes
- Alco
- Le Petit Bard
- La Pergola